# Ляньшань
Ляньша́нь (кит. упр. 连山, пиньинь Liánshān) — район городского подчинения городского округа Хулудао провинции Ляонин (КНР).

## История
Ещё при империи Мин здесь находилась почтовая станция, на которой останавливались гонцы, перевозившие официальные бумаги между столицей и северо-восточными регионами. В 1906 году здесь был образован комиссариат Цзиньси («запад уезда Цзиньсянь») в составе уезда Цзиньсянь (锦县). После Синьхайской революции в Китае была проведена реформа структуры административного деления, в ходе которой комиссариаты были упразднены, и в 1913 году был образован уезд Цзиньси (锦西县) с административным центром в посёлке Гантунь. 6 января 1932 года Гантунь был занят японцами, и с 16 января управление китайской частью уезда стало осуществляться из посёлка Ляньшань; затем весь уезд Цзиньси был занят японцами и вошёл в состав марионеточного государства Маньчжоу-го.
После Второй мировой войны и ликвидации Маньчжоу-го уезд вновь оказался в составе провинции Ляонин. После образования КНР в 1949 году была создана провинция Ляоси, и уезд вошёл в её состав. В 1954 году провинции Ляоси и Ляодун были объединены в провинцию Ляонин, которая была разделена на «специальные районы», и уезд с 1955 года оказался в составе Специального района Цзиньчжоу (锦州专区). В 1958 году Специальный район Цзиньчжоу был расформирован, а входившие в его состав административные единицы перешли под юрисдикцию властей Цзиньчжоу. В 1965 году Специальный район Цзиньчжоу был образован вновь, но в 1968 году опять был расформирован, а входившие в его состав административные единицы опять перешли под юрисдикцию властей Цзиньчжоу.
14 февраля 1985 года уезд Цзиньси был преобразован в городской уезд в составе городского округа Цзиньчжоу. В июне 1989 года, когда из состава Цзиньчжоу был выделен городской округ Цзиньси, бывший городской уезд Цзиньси стал районом Ляньшань в его составе. В сентябре 1994 года Цзиньси был переименован в Хулудао.

## Административное деление
Район Ляньшань делится на 11 уличных комитетов, 3 посёлка и 6 волостей.

## Соседние административные единицы
Район Ляньшань граничит со следующими административными единицами:
- Район Наньпяо (на северо-западе)
- Район Лунган (на юго-востоке)
- Городской уезд Синчэн (на юге)
- Уезд Цзяньчан (на юго-западе)
- Городской округ Чаоян (на северо-западе)
- Городской округ Цзиньчжоу (на северо-востоке)